# Shinichi Terada
Shinichi Terada (寺田 紳一 Terada Shinichi?), född 10 juni 1985 i Osaka prefektur, är en japansk fotbollsspelare.
Terada började sin karriär 2004 i Gamba Osaka. Med Gamba Osaka vann han AFC Champions League 2008, japanska ligan 2005, japanska ligacupen 2007 och japanska cupen 2008, 2009. Efter Gamba Osaka spelade han för Yokohama FC och Tochigi SC.